# Jennifer Yuh Nelson
Jennifer Yuh Nelson (Coreia do Sul, 7 de maio de 1972) é uma cineasta sul-coreana. Como reconhecimento, foi nomeado ao Oscar 2012 na categoria de Melhor Filme de Animação por Kung Fu Panda 2.